# Ilagan
Ilagan es una ciudad y la cabecera de la provincia de Isabela en Filipinas. Según el censo del 2020, tiene 158,218 habitantes.

## Barangayes
Ilagan se subdivide administrativamente en 91 barangayes.
| - Alibagu - Alinguigan I - Alinguigan II - Alinguigan III - Anggasian - Arusip - Baculud - Bagong Silang - Bagumbayan - Baligatan - Ballacong - Bangag - Batong Labang - Bigao - Bliss Village - Cabannugan I - Cabannugan II - Cabecera II (Dappat) - Cabecera III - Cabecera IV (San Manuel) - Cabecera V(Baribad) - Cabecera VI & XXIV (Villa Marcos) - Cabecera VII (Nangalisan) - Cabecera VIII (Santa María) - Cabecera IX & XI (Capogotan) - Cabecera X (Lupigui) - Cabecera XIV & XVI (Casilagan) - Cabecera XVII & XXI (San Rafael) - Cabecera XIX (Villa Suerte) - Cabecera XXII (Sablang) | - Cabecera XXIII (San Francisco) - Cabecera XXV - Cabecera XXVII (Abuan) - Cadu - Carikkikan Norte - Carikkikan Sur - Calamagui I - Calamagui II - Camunatan - Capelan - Capo - Centro Población - Centro San Antonio - Fugu - Fuyo - Gayong-gayong Norte - Gayong-gayong Sur - Guinatan - Lullutan - Malalam - Malasin - Manaring - Mangcuram - Marana I - Marana II - Marana III - Minabang - Morado - Naguilian Norte - Naguilian Sur | - Namnama - Nanaguan - Osmeña (Sinippil) - Paliueg - Pasa - Pilar - Quimalabasa - Rang-ayan - Rugao - Salindingan - San Andrés (Angarilla) - San Felipe - San Ignacio (Canapi) - San Isidro - San Juan - San Lorenzo - San Pablo - San Rodrigo - San Vicente - Santa Bárbara - Santa Catalina - Santa Isabel Norte - Santa Isabel Sur - Santa Victoria - Santo Tomás - Siffu - Sindon Bayabo - Sindon Maride - Sipay - Tangcul - Villa Imelda |

## Historia
El 17 de junio de 1967 fue creado el nuevo municipio de Quirino de Isabela cuyo término quedaba formado por terrenos segregados de los municipios de  Ilagan, Roxas de Isabela y Gamu:
Pasan a formar parte del nuevo municipio  los barrios de Santa Lucía, San Mateo, Santio Domingo, Santiago, Manaoag, Vintar, Dolores y San Jose.